# 列支敦斯登的尼庫勞斯 (1947)
列支敦斯登的尼庫勞斯（德語：Nikolaus von und zu Liechtenstein，1947年10月24日—），列支敦斯登親王法蘭茲·約瑟夫二世的第三子。
尼庫勞斯曾擔任列支敦斯登駐瑞士大使（1989年至1996年）、駐比利時大使（1996年至2010年）。目前是列支敦斯登駐聖座（即梵蒂岡）大使。

## 家庭
1982年，尼庫勞斯與盧森堡大公讓次女瑪格麗塔公主結婚，目前，這是在歐洲統治的兩個在位王室之間的最後一次平等婚姻。
兩人共有1子2女：
1. 瑪麗亞-安農齊亞塔（Maria-Anunciata，1985年出生）
2. 瑪麗-阿斯特里德（Marie-Astrid，1987年出生）
3. 約瑟夫-伊曼紐（Josef-Emanuel，1989年出生）